# Chileoniscus marmoratus
Chileoniscus marmoratus är en kräftdjursart som beskrevs av Taiti, Ferrara och Helmut Schmalfuss 1986. Chileoniscus marmoratus ingår i släktet Chileoniscus och familjen Scleropactidae. Inga underarter finns listade i Catalogue of Life.